# Салім аль-Мубарак ас-Сабах
Салім аль-Мубарак ас-Сабах (араб. الشيخ سالم المبارك الصباح‎; нар. 1864 — пом. 23 лютого 1921) — дев'ятий емір Кувейту.

## Біографія
Був другим сином еміра Мубарака Великого та молодшим братом еміра Джабіра II.
У 1915—1917 роках обіймав посаду губернатора Ель-Кувейта. У лютому 1917 року після смерті старшого брата Салім став новим еміром Кувейту.
Салім славився своєю сміливістю та релігійним фанатизмом. Для викорінення вад серед кувейтців він створив спеціальну службу «Мухтар». У зовнішній політиці Салім дотримувався курсу на зближення з Османською імперією. Територією Кувейту здійснювалось контрабандне постачання провіанту та зброї туркам-османам. Англійці були змушені запровадити морську блокаду Кувейту та пригрозили шейху припиненням фінансової підтримки. Попри те, що Салім стверджував, що незаконні торгові операції здійснювались без його відома, після погроз англійців контрабанда практично припинилась.
Скориставшись погіршенням відносин Кувейту з Великою Британією, ріядський емір Абдель-Азіз ібн Сауд удався до спроби підкорити собі Кувейт. Біля самого кордону з Кувейтом було засновано хіджру іхванів, що сильно занепокоїло Саліма. Спроба останнього вибити іхванів з прикордонної зони завершилась провалом: кувейтська армія зазнала нищівної поразки, а 1920 року іхвани вдерлись на територію Кувейту. Салім зачинився у Червоній фортеці та звернувся по допомогу до шаммарів та англійців. Лише їхнє втручання у жовтні 1920 року припинило іхванський набіг. 10 жовтня недждійці зазнали поразки поблизу з Ель-Джахрою та були змушені залишити територію Кувейту.
У лютому 1921 року шейх Салім раптово помер, і кувейтці, які втомились від воєн, обрали новим правителем його племінника Ахмада, прибічника компромісу з ріядцями.